# لي باتريك
لي باتريك (بالإنجليزية: Lee Patrick)‏ (و. 1901 – 1982 م) هي ممثلة، وممثلة مسرحية، من الولايات المتحدة الأمريكية، ولدت في مدينة نيويورك، توفيت في لاغونا هيلس، أورانج، كاليفورنيا، عن عمر يناهز 81 عاماً.

## وصلات خارجية
- لي باتريك على موقع IMDb (الإنجليزية)
- لي باتريك على موقع ألو سيني (الفرنسية)
- لي باتريك على موقع تيرنر كلاسيك موفيز (الإنجليزية)
- لي باتريك على موقع أول موفي (الإنجليزية)
- لي باتريك على موقع قاعدة بيانات برودواي على الإنترنت (الإنجليزية)
- لي باتريك على موقع قاعدة بيانات الأفلام السويدية (السويدية)
- لي باتريك على موقع إن إن دي بي (الإنجليزية)
- لي باتريك على موقع ديسكوغز (الإنجليزية)
- لي باتريك على موقع قاعدة بيانات الفيلم (الإنجليزية)
- لي باتريك على موقع كينوبويسك (الروسية)